# Ledenice
 Ovo je glavno značenje pojma Ledenice. Za naselje kod Kotora pogledajte Ledenice (Kotor, Crna Gora).
Ledenice je naselje u gradu Novi Vinodolski u Primorsko-goranskoj županiji na ulazu u Vinodolsku dolinu, sa 172 stanovnika (2001.).

## Povijest
Prvi put se spominje sredinom 13. stoljeća, a nastalo je kao frankopanska utvrda vinodolskog područja iz kojeg vremena datiraju i ostatci utvrđenog grada u blizini naselja.
Početkom 18. stoljeća stari ledenički grad gubi prvotno značenje i biva napušten, a ispod gradine niče današnje naselje.

## Zemljopis
Mjesto se nalazi 8 km sjeverno-istočno od Novog Vinodolskog. Pod Ledenice pripadaju i zaseoci Donji Zagon, Bater i Breze.

## Stanovništvo
- 2001. – 172
- 1991. – 181 (Hrvati – 176, Srbi – 4, Jugoslaveni – 1)
- 1981. – 214 (Hrvati – 194, Jugoslaveni – 17, ostali – 3)
- 1971. – 317 (Hrvati – 316, ostali – 1)

## Kultura
U mjestu se nalazi romanička crkva Sv. Stjepana, gradska loža, crkva Sv. Jurja iz 18. stoljeća i nova župna crkva iz 1827. godine.

## Stari grad Ledenice
Pored naselja Ledenice nalazi se stari grad Ledenice.

## Galerija
- naselje Ledenice
- Stari grad Ledenice
- Stari grad Ledenice
- Stari grad Ledenice

## Vanjske poveznice
- www.novi-vinodolski.hr – Službena stranica grada